# Vilssattling
Vilssattling ist ein Gemeindeteil der Gemeinde Gerzen im niederbayerischen Landkreis Landshut. Das Kirchdorf liegt an der Kleinen Vils etwa zwei Kilometer südwestlich von Gerzen an der Staatsstraße 2054.

## Geschichte
Salarun bzw. Satalarun, 1322 Vilsaltlaren, 1334 Satlern molendinum, 1438 Vilsattlern dy mul entstand vermutlich im 10. Jahrhundert, als zur Zeit der Ungarneinfälle die Straßensysteme ausgebaut wurden.
Eine Sage berichtet, König Ludwig der Bayer habe hier aus Dankbarkeit für seinen Sieg in der Schlacht bei Mühldorf nach einem glücklich überstandenen Sturz sein Leibpferd samt dem kostbaren Sattel und Zaumzeug für eine neue Kapelle geopfert, die deshalb den Namen Sattling erhielt.
Die Kirche in Vilssattling war eine Reichshofkirche, wie sie als Reichsgüter an alten Flussübergängen und Reichsstraßen angelegt wurden. Sie steht unter dem Patronat des heiligen Martin, der nach Karl Bosl der fränkische Reichsheilige schlechthin ist. Auch die Kirchen in Geisenhausen und Wolferding waren Reichshofkirchen, die eine besondere Bedeutung als Zeichen königlicher Macht und Politik hatten.
Im Jahr 1506 wurde Vilssattling unter dem Namen „die Vilsweber“ als Hofmark im Besitz der Leberskircher bestätigt. 1521 starben die Leberskircher aus und Vilssattling kam mit den beiden anderen Hofmarken Lichtenhaag und Leberskirchen in die Hand des Pflegers zu Biburg (Vilsbiburg), Wolfgang Stockheimer. 1591 kamen die drei Hofmarken an die Visler, in Leberskirchen einschließlich Vilssattlings anders als in Lichtenhaag aber nur als Lehensvasallen des Kurfürsten. Dennoch betätigten sich die Visler, die bis 1650 Hofmarksherren waren, auch dort als Gerichtsherren. Auf die Visler folgten die Everhard bis 1760. Im Jahr 1752 zählte Vilssattling 14 Anwesen. Danach gehörte der Hofmarkskomplex zum Hofmarkschloss Seyboldsdorf.
Nach der Gemeindebildung war Vilssattling ein Teil der Gemeinde Lichtenhaag und wurde mit dieser am 1. Mai 1978 in die Gemeinde Gerzen eingegliedert.
Als die alte Holzbrücke über die Kleine Vils teilweise einstürzte, wurde sie abgebrochen und im Jahr 2008 eine neue Spannbetonbrücke errichtet.

## Sehenswürdigkeiten
- Die Kirche St. Martin hat ein im Mauerwerk spätromanisches Langhaus. Gewölbe, Chor und Turm sind spätgotisch aus der zweiten Hälfte des 15. Jahrhunderts.

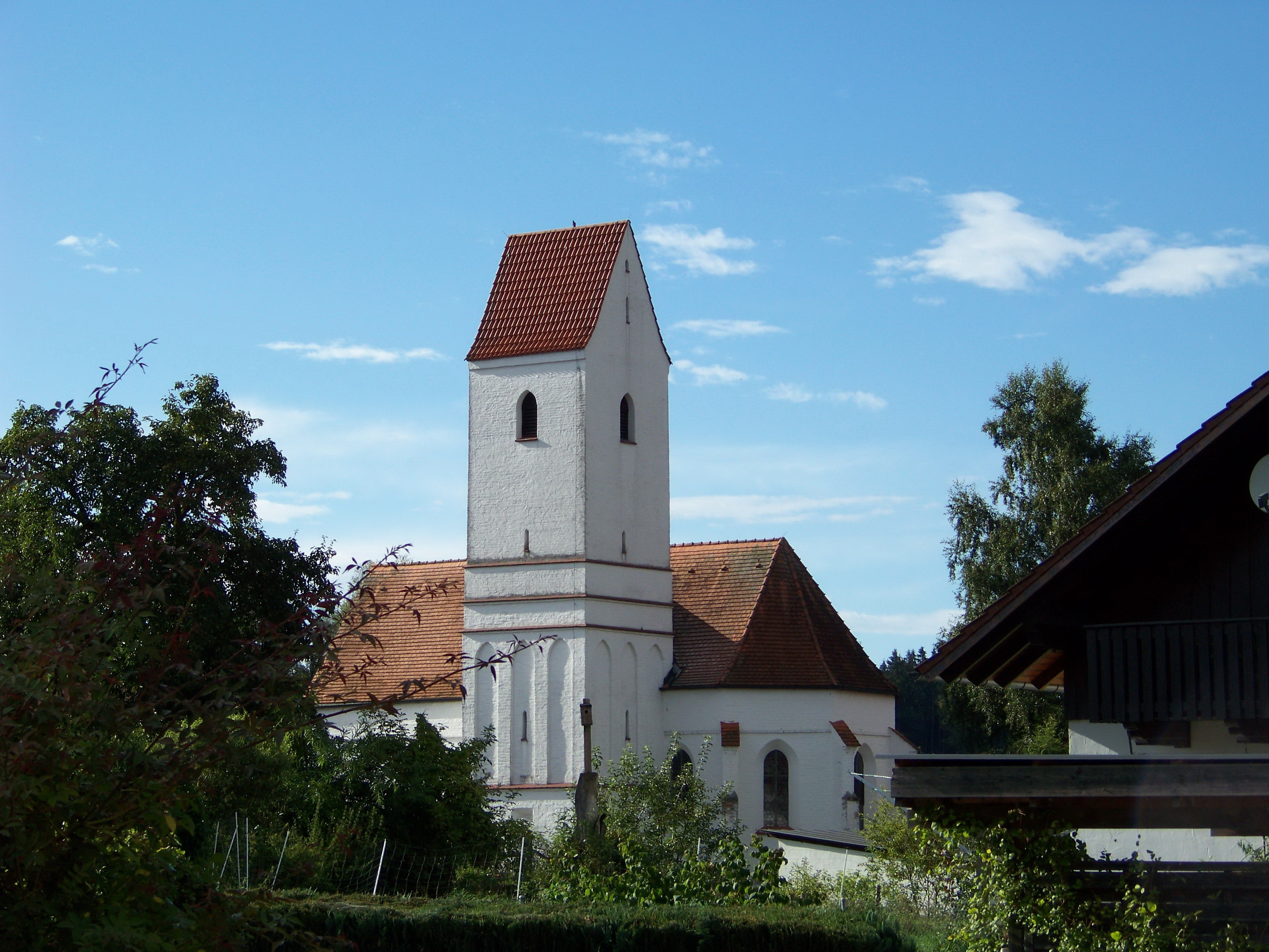
Kirche St. Martin Kirchenweg 2
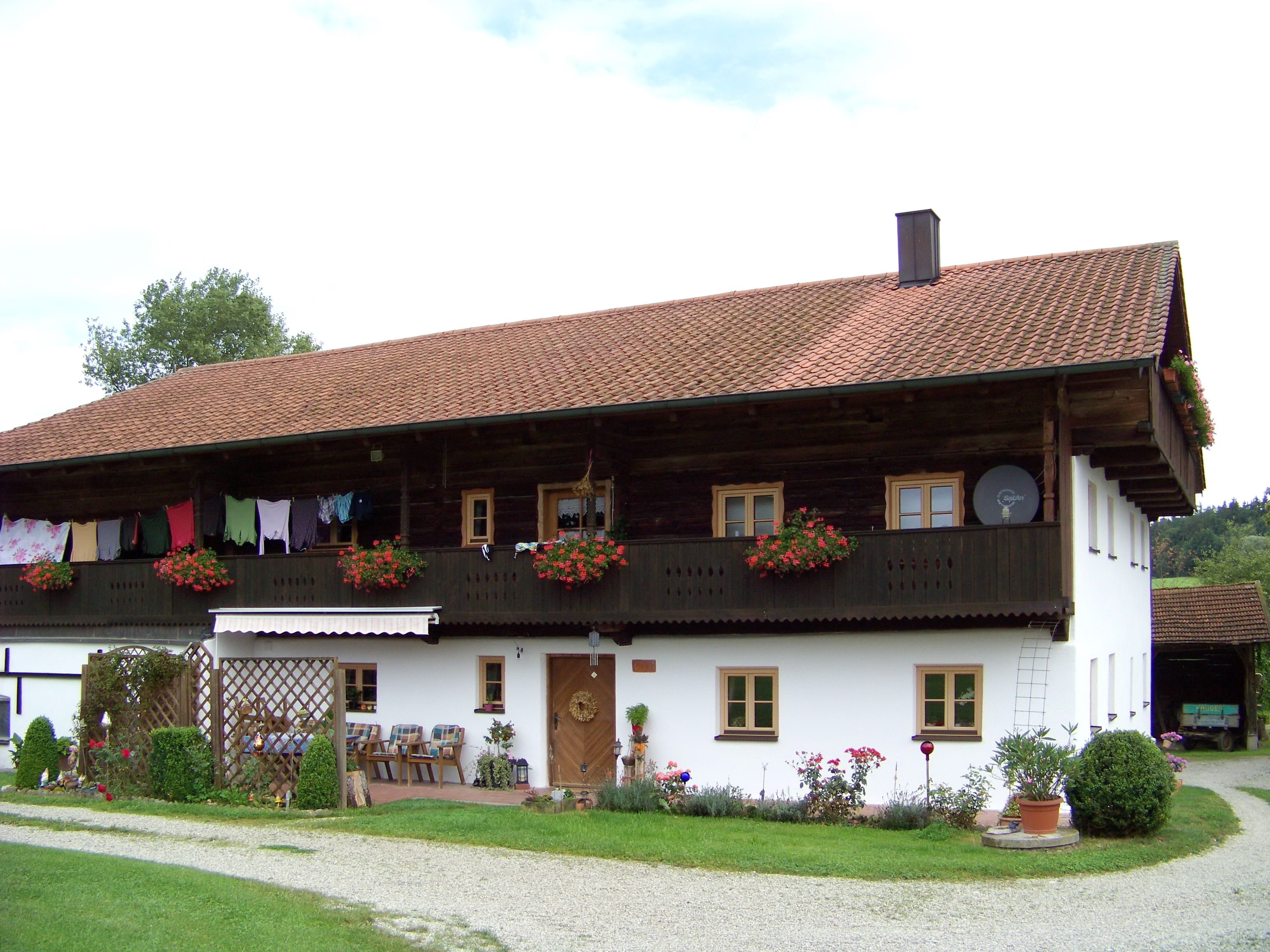
Wohnstallhaus Vilsstraße 13
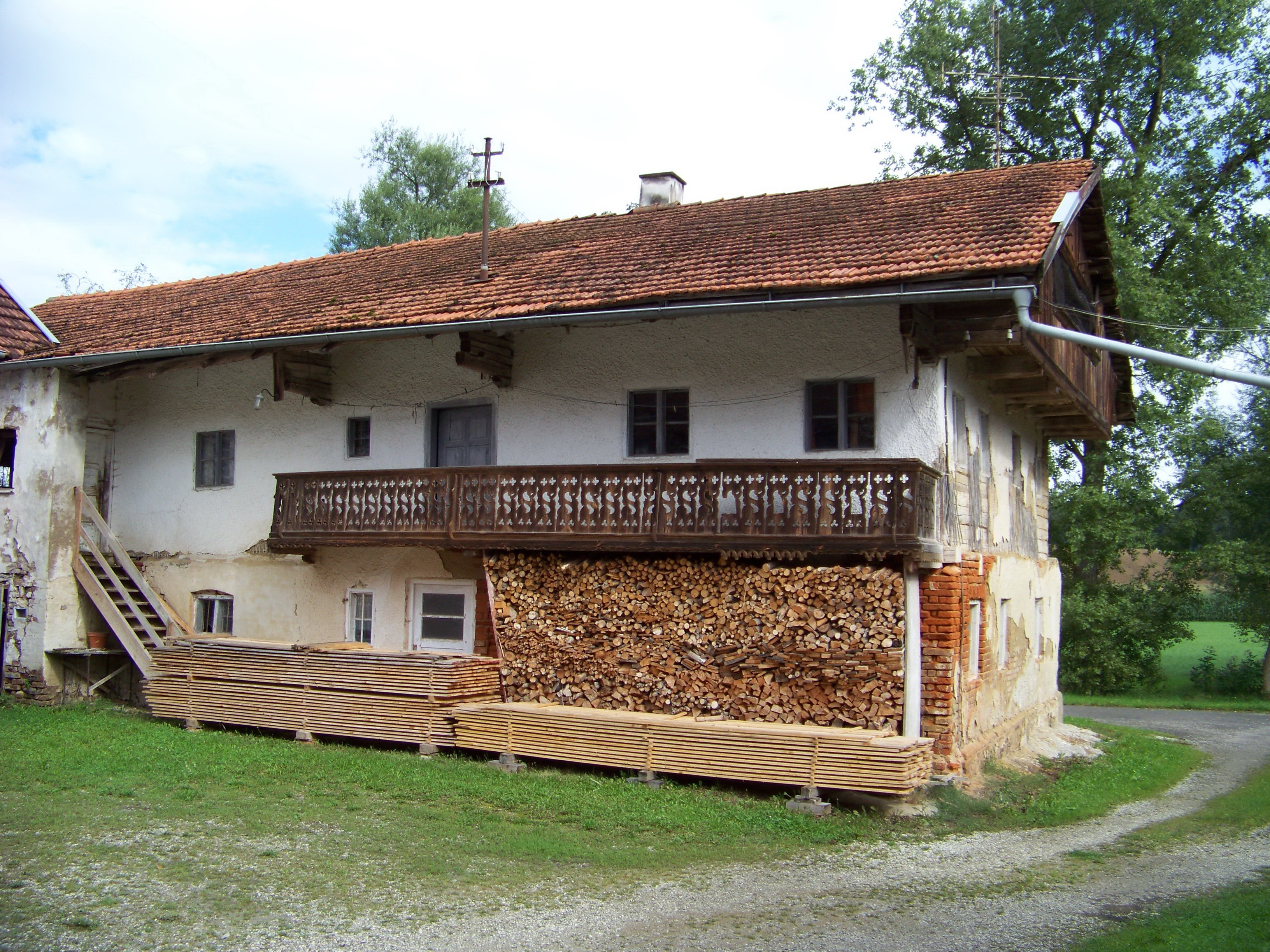
Wohnstallhaus Vilsstraße 5
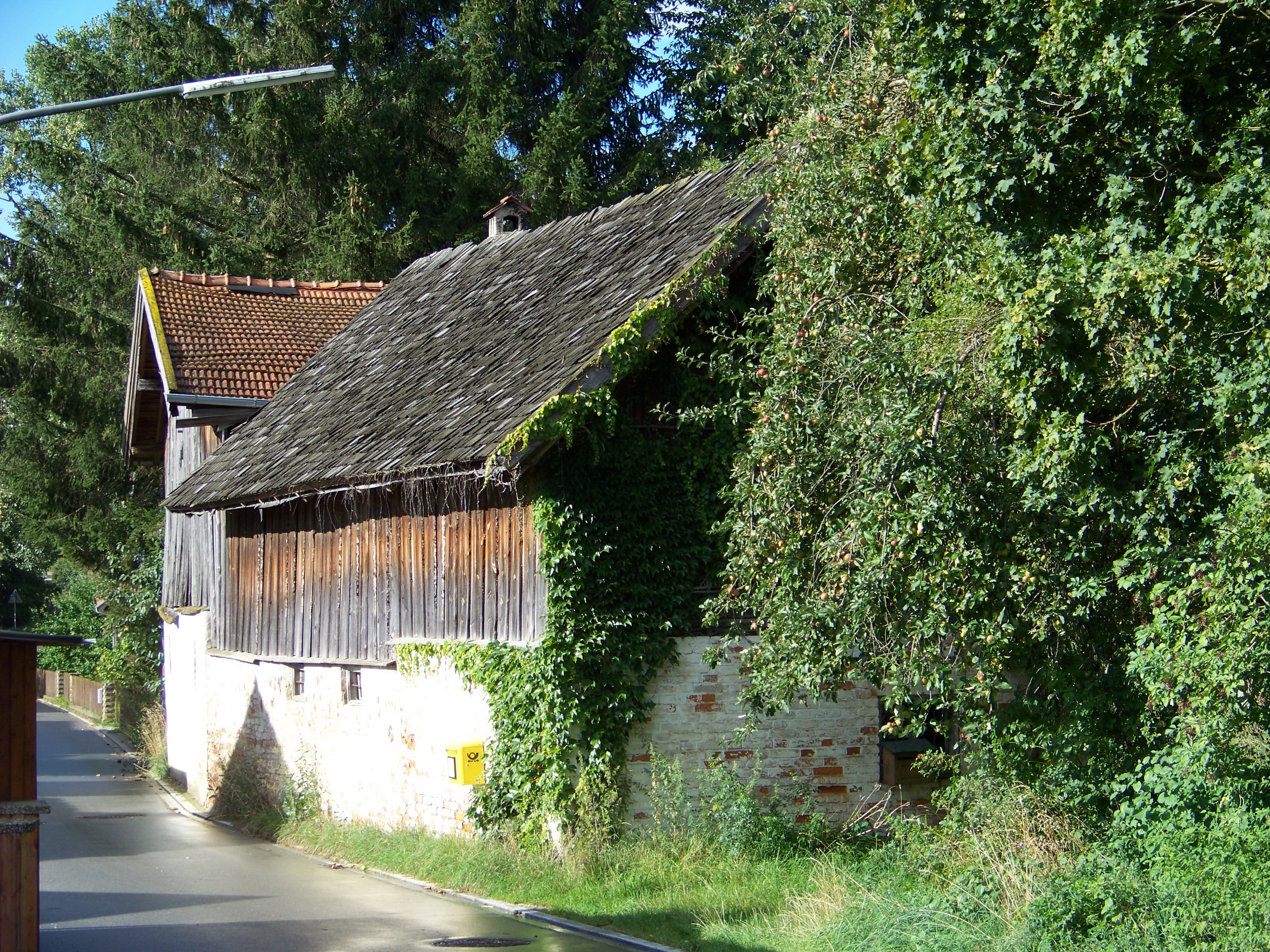
Wohnstallhaus Brückenstraße 2